# Dodge Avenger (1994)
Dodge Avanger – samochód sportowy klasy średniej produkowany pod amerykańską marką Dodge w latach 1994 – 2000.

## Historia i opis modelu

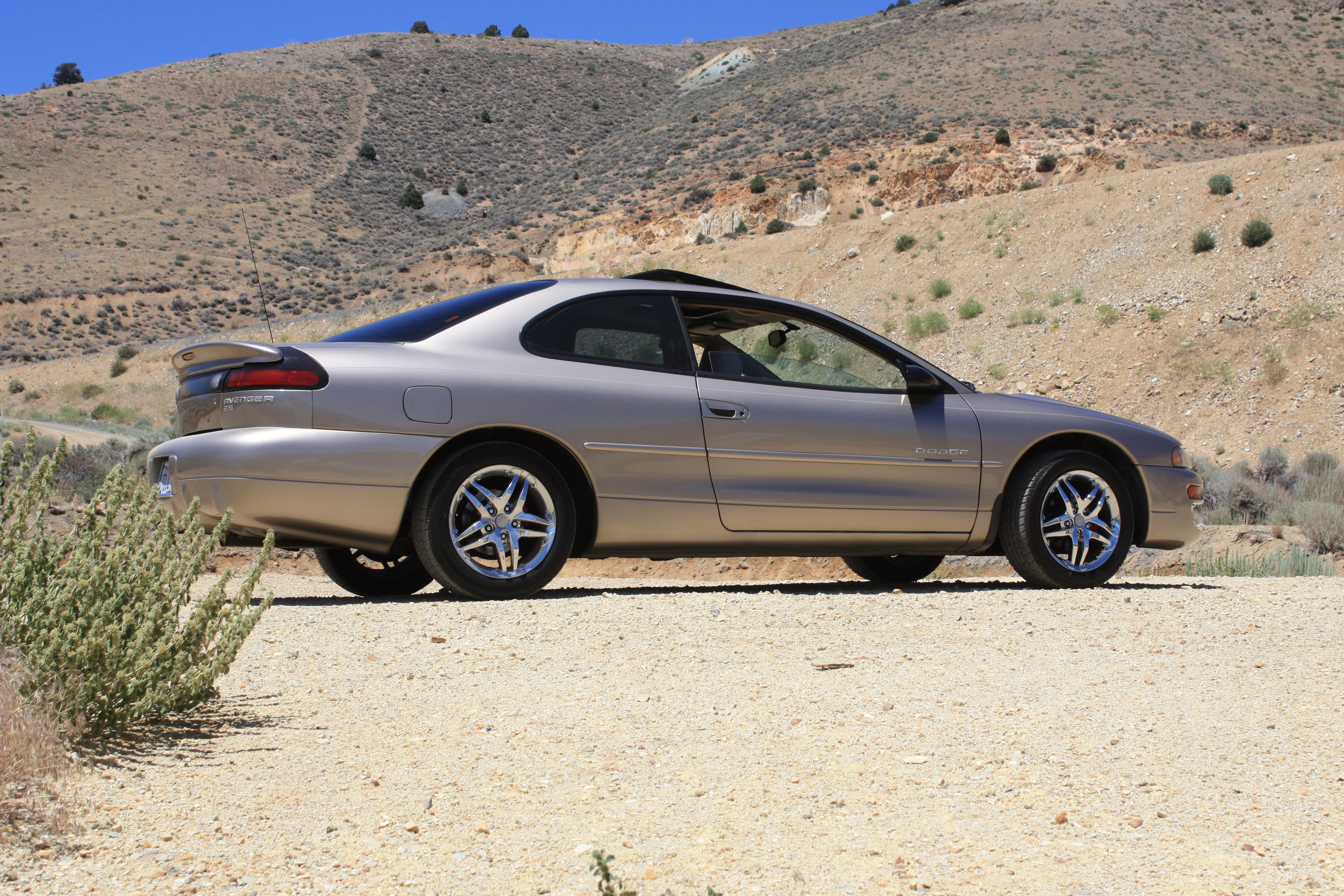
Dodge Avanger - tył

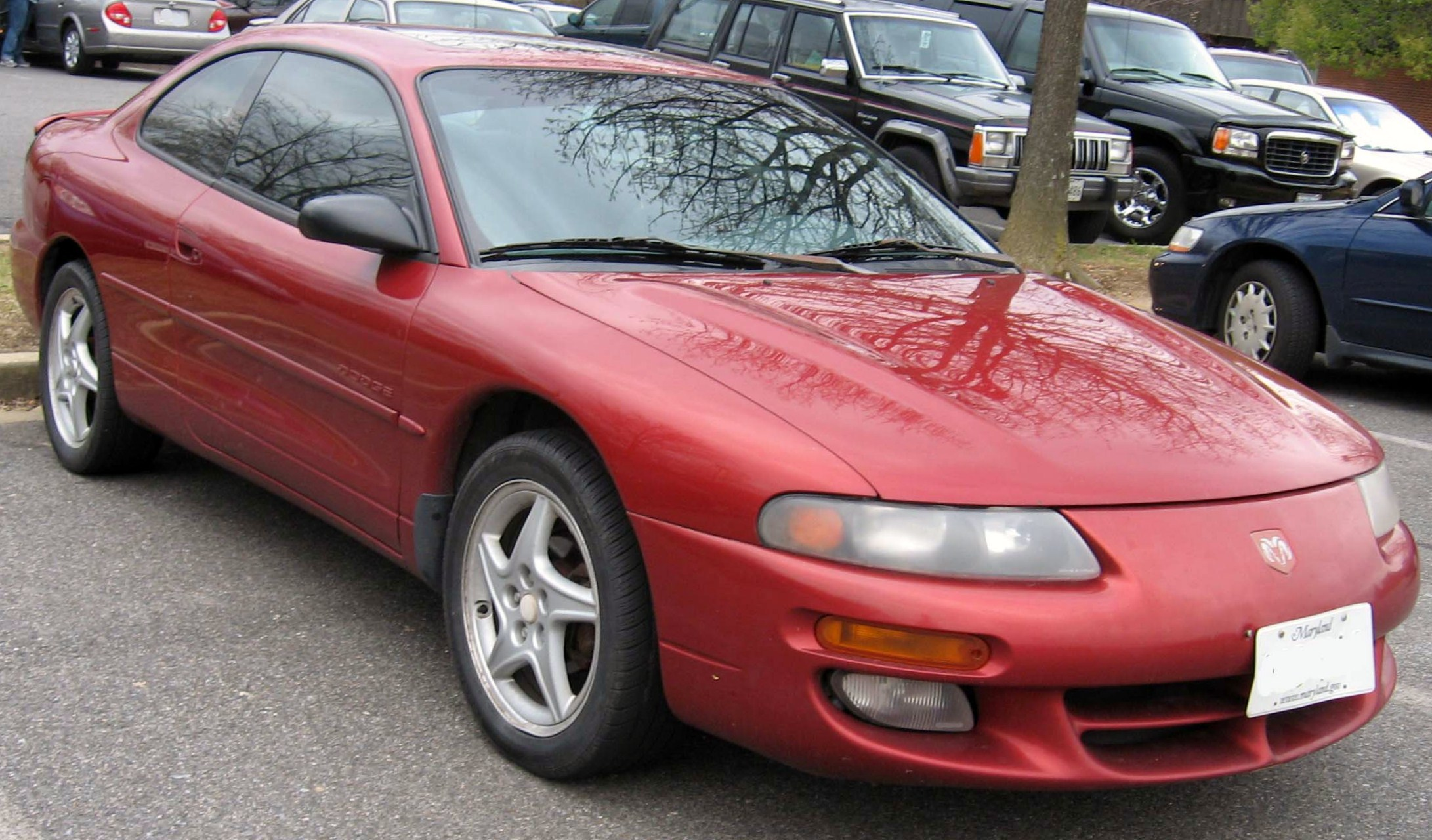
Dodge Avanger po liftingu

Model Avenger zastąpił w pierwszej połowie 1994 roku w ofercie model Daytona, powstając na wspólnej platformie koncernu Chryslera i Mitsubishi, którą wykorzystano także do skonstruowania Mitsubishi Eclipse i Galanta. 

### Lifting
W 1997 roku samochód przeszedł modernizację, w ramach której odświeżono wygląd przedniego zderzaka, a także wprowadzono zmiany w wyposażeniu i dostępnych kolorach nadwozia. Produkcję zakończono w 2000 roku - Avengera zastąpił Dodge Stratus Coupe.

### Wersje wyposażeniowe
- Highline
- ES

### Silniki
- L4 2.0l 420A
- V6 2.5l 6G72